# Championnat de Grèce de football de deuxième division
La Super League 2, anciennement Football League, Football League 2 et Bêta Ethnikí (en grec moderne : Β' εθνική, « Nationale 2 », sous-entendu « division ») est le deuxième niveau du football professionnel grec.

## Histoire
La deuxième division grecque a été créée en 1954, en tant que championnat régional à 2 poules Nord et Sud, ayant chacune son propre champion. Les équipes n'étaient alors pas permanentes. En 1960 sont apparues les premières équipes permanentes, et le championnat a acquis son nom de Bêta Ethnikí. Depuis lors, et jusqu'en 1983, le championnat a fonctionné à plusieurs groupes, avec un maximum de 10 groupes atteint en 1962. La même année, le championnat est devenu permanent à son tour, à la condition expresse que les équipes participantes quittent les championnats locaux. Aucune statistique officielle n'a été émise avant ces changements. Le système de poules est resté en vigueur durant 21 saisons, jusqu'à la saison 1982-83. La saison suivante a vu son remplacement par un système plus classique, toujours en vigueur à ce jour.
Le 3 août 2010, la division a été renommée Football League, en même temps que la division inférieure.

## Système
18 clubs composent le championnat, qui jouent chacun 2 fois l'un contre l'autre, à domicile et à l'extérieur.
En fin de saison, après 34 journées, les deux premiers sont promus en Superleague Ellada, et les 3 derniers sont relégués en Football League 2 (3e division).

## Palmarès
- 1983-84 : Panachaiki
- 1984-85 : PAS Giannina
- 1985-86 : GS Diagoras Rhodes
- 1986-87 : Panachaiki
- 1987-88 : Dóxa Dráma
- 1988-89 : Skoda Xanthi
- 1989-90 : Athinaikos
- 1990-91 : Ethnikós Le Pirée
- 1991-92 : Apollon Kalamarias
- 1992-93 : FAS Naoussa
- 1993-94 : Ionikos Le Pirée
- 1994-95 : Paniliakos FC
- 1995-96 : AO Kavala
- 1996-97 : Panionios
- 1997-98 : Aris Salonique
- 1998-99 : AO Trikala
- 1999-00 : Athinaikos
- 2000-01 : AO Aigáleo
- 2001-02 : PAS Giannina
- 2002-03 : Atromitos FC
- 2003-04 : AO Kerkyra
- 2004-05 : AEL Larissa
- 2005-06 : PAE Ergotelis Héraklion
- 2006-07 : PAE Asteras Tripolis
- 2007-08 : Panserraikos FC
- 2008-09 : Atromitos FC
- 2009-10 : Olympiakos Volos
- 2010-11 : Panetolikós FC
- 2011-12 : Panthrakikos
- 2012-13 : Apollon Smyrnis
- 2013-14 : Niki Volos
- 2014-15 : AEK Athènes
- 2015-16 : AEL Larissa
- 2016-17 : Apollon Smyrnis
- 2017-18 : OFI Crète
- 2018-19 : Volos FC
- 2019-20 : PAS Giannina
- 2020-21 : Ionikos Nikaia
- 2021-22 : APO Levadiakos
- 2022-23 : Panserraikos FC (Groupe Nord) / AE Kifissiá (Groupe Sud)
- 2023-24 : APO Levadiakos (Groupe Nord) / Athens Kallithéa (Groupe Sud)